# Аббес, Эмира
Эми́ра Аббе́с (нем. Emira Abbes; род. 6 сентября 1996, Фюссен, Бавария) — немецкая кёрлингистка.
Играет на позиции третьего.

## Достижения
- Чемпионат Европы по кёрлингу: бронза (2018, 2021).

## Команды
| Сезон   | Четвёртый      | Третий           | Второй             | Первый             | Запасной           | Тренер                             | Турниры                                                       |
| ------- | -------------- | ---------------- | ------------------ | ------------------ | ------------------ | ---------------------------------- | ------------------------------------------------------------- |
| 2013—14 | Майке Беер     | Фредерике Маннер | Мириам Граап       | Клаудия Беер       | Эмира Аббес        | Зина Фрай                          | ПЕЮ 2014 (6 место)                                            |
| 2013—14 | Марика Треттин | Аналена Йенч     | Эмира Аббес        | Амели Хайндль      |                    |                                    | ЧГЖ 2014 (4 место)                                            |
| 2014—15 | Эмира Аббес    | Амели Хайндль    | Клаудия Беер       | Майке Беер         | Франциска Шёберль  | Геза Ангрик                        | ПЕЮ 2015 (5 место)                                            |
| 2014—15 | Эмира Аббес    | Амели Хайндль    | Зина Фрай          | Майке Беер         |                    |                                    | ЧГЖ 2015 (4 место)                                            |
| 2015—16 | Майке Беер     | Эмира Аббес      | Миа Хёне           | Лена Капп          | Клара-Гермина Фомм | Геза Ангрик                        | ЧМЮ-Б 2016 (11 место)                                         |
| 2016—17 | Даниэла Йенч   | Аналена Йенч     | Йозефине Оберман   | Пиа-Лиза Шёлль     | Эмира Аббес        | Томас Липс                         | ЧМ 2017 (9 место)                                             |
| 2016—17 | Майке Беер     | Клаудия Беер     | Эмира Аббес        | Николь Мускатевиц  |                    | Свен Гольдеман                     | ЗУ 2017 (8 место)                                             |
| 2017—18 | Даниэла Йенч   | Йозефине Оберман | Аналена Йенч       | Пиа-Лиза Шёлль     | Эмира Аббес        | Томас Липс                         | ЧЕ 2017 (6 место)                                             |
| 2017—18 | Даниэла Йенч   | Эмира Аббес      | Йозефине Оберман   | Аналена Йенч       | Пиа-Лиза Шёлль     | Ули Капп                           | ЧМ 2018 (12 место)                                            |
| 2018—19 | Даниэла Йенч   | Эмира Аббес      | Аналена Йенч       | Клара-Гермина Фомм | Лена Капп          | Ули Капп                           | ЧЕ 2018                                                       |
| 2018—19 | Даниэла Йенч   | Эмира Аббес      | Клара-Гермина Фомм | Аналена Йенч       | Миа Хёне (ЧМ)      | Ули Капп, Маттиас Симон (ЧМ)       | ЧМ 2019 (9 место)                                             |
| 2019—20 | Даниэла Йенч   | Эмира Аббес      | Клара-Гермина Фомм | Аналена Йенч       | Миа Хёне           | Кит Вендорф                        | ЧЕ 2019 (5 место)                                             |
| 2020—21 | Даниэла Йенч   | Миа Хёне         | Клара-Гермина Фомм | Аналена Йенч       | Эмира Аббес        | Ули Капп, Juliane Straehle         | ЧМ 2021 (9 место)                                             |
| 2021—22 | Даниэла Йенч   | Эмира Аббес      | Миа Хёне           | Аналена Йенч       | Клара-Гермина Фомм | Хольгер Хёне, Ули Сутор (квал-ЗОИ) | ЧЕ 2021 · ЗОИ 2022 (квал. 2021) (6 место) · ЧМ 2022 (9 место) |
| 2022—23 | Даниэла Йенч   | Эмира Аббес      | Пиа-Лиза Шёлль     | Аналена Йенч       | Миа Хёне           | Ули Капп, Даниэль Херберг          | ЧЕ 2022 (7 место)                                             |
| 2022—23 | Даниэла Йенч   | Эмира Аббес      | Лена Капп          | Аналена Йенч       | Пиа-Лиза Шёлль     | Ули Капп, Кристиан Хунгереккер     | ЧМ 2023 (10 место)                                            |
| 2023—24 | Эмира Аббес    | Миа Хёне         | Лена Капп          | Майке Беер         | Пиа-Лиза Шёлль     | Ули Капп                           | ЧЕ 2023 (10 место)                                            |

(скипы выделены полужирным шрифтом)